# 日高見国
日高見国（ひたかみのくに／ひだかみのくに）は、日本の古代において、大和または蝦夷の地を美化して用いた語。『大祓詞』では「大倭日高見国」として大和を指すが、『日本書紀』景行紀や『常陸国風土記』では蝦夷の地を指し大和から見た東方の辺境の地域のこと。

## 解説
『釈日本紀』は、日高見国が大祓の祝詞のいう神武東征以前の大和であり、『日本書紀』景行紀や『常陸国風土記』での日本武尊東征時の常陸国であることについて、平安時代の日本紀講筵の「公望私記」を引用し、「四望高遠之地、可謂日高見国歟、指似不可言一処之謂耳（四方を望める高台の地で、汎用性のある語）」としているが、この解釈については古来より様々に論じられている。
例えば、津田左右吉のように、「実際の地名とは関係ない空想の地で、日の出る方向によった連想からきたもの」とする見方もある。神話学者の松村武雄は、「日高見」は「日の上」のことであり、大祓の祝詞では天孫降臨のあった日向国から見て東にある大和国のことを「日の上の国（日の昇る国）」と呼び、神武東征の後王権が大和に移ったことによって「日高見国」が大和国よりも東の地方を指す語となったものだとしている。また、「日高」を「見る」ということでは異論はなく、「日高」は「日立」（日の出）の意味を持つので、『常陸国風土記』にある信太郡については、日の出（鹿島神宮の方向）を見る（拝む）地、ということではないかともされ、旧国名の「常陸」（ヒタチ）は、「日高見道」（ヒタカミミチ）の転訛ともいわれる。
その他様々にいわれているが、いずれにしろ特定の場所を指すものではないということでも異論はなく、ある時の王権の支配する地域の東方、つまり日の出の方向にある国で、律令制国家の東漸とともにその対象が北方に移動したものと考えられている。北上川という名前は「日高見」（ヒタカミ）に由来するという説もあり、平安時代には北上川流域を指すようになったともされている。戊辰戦争直後には北海道11カ国制定にともない日高国が設けられ、現在は北海道日高振興局にその名をとどめる。

## 新説
金田一京助は、「公望私記」が「四望高遠之地」とするのを批判し、「北上川」は「日高見」に由来するという説を唱えている。高橋富雄は、この「日高見」とは「日の本」のことであり、古代の東北地方にあった日高見国（つまり日本という国）が大和の国に併合され、「日本」という国号が奪われたもの、としている。歴史書などの史料による裏づけがあるわけではないが、いわゆる東北学のテーマとして、話題になっている。